# Schleinzer-Kreuz

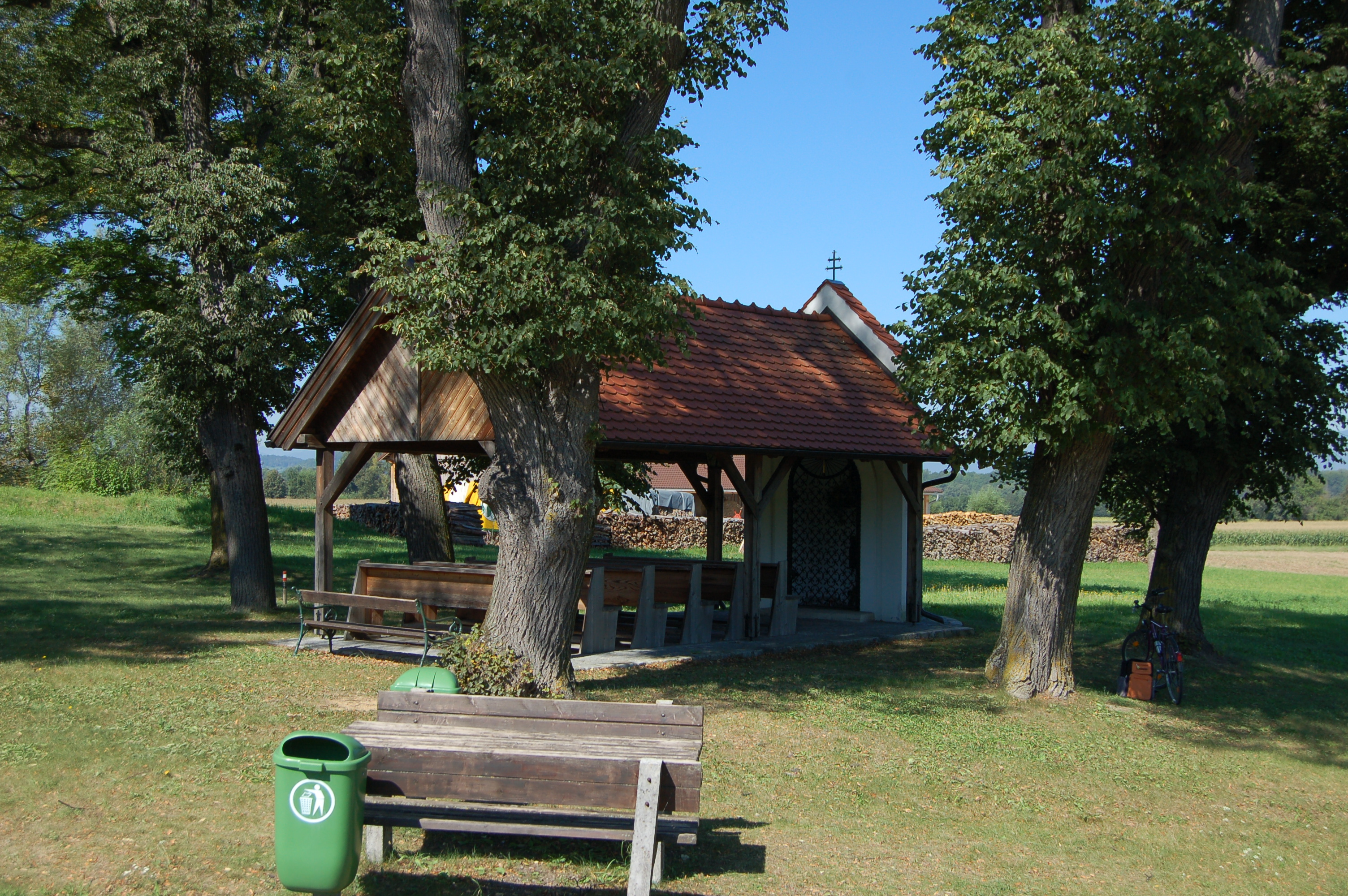
Schleinzerkreuz

Das Schleinzer Kreuz ist ein steinerner Bildstock, der ein Kruzifix enthält, mit einer vorgebauten kleinen Kapelle, die nur aus einem Satteldach auf Holzständern besteht. Die Gebetsstätte ist der Pfarrkirche Mariä Himmelfahrt in Walpersbach zugehörig. Der Name ist auch auf die Rotte Schleinzerkreuz in der Gemeinde Walpersbach übergegangen.
Die Kapelle wurde 1800 vom Grafen Hoyos vom Schloss Frohsdorf gestiftet. Der Bildstock und die hölzerne Kapelle wurden in den Jahren 2000 und 2001 originalgetreu erneuert.